# Blue Air Moravia
Blue Air Moravia Transport byla plánovaná česká letecká společnost, která měla sídlit v Brně. Měla provozovat lety z brněnského letiště Tuřany. Původně se mělo jednat o dceřinou společnost rumunské aerolinie Blue Air, nakonec se však strany nedohodly a z plánů sešlo. 
Jako náhradu chce kraj vytvořit jinou společnost ve spolupráci s někým jiným.

## Historie
Plány byly ohlášeny veřejnosti poprvé v lednu 2018. Dohodnutý vlastnický podíl nové společnosti Blue Air Moravia byl 35 % Jihomoravská rozvojová (Jihomoravský kraj), zbylých 65 % měl mít dopravce Blue Air. Firma Blue Air Moravia však nakonec nevznikla, kvůli neshodě české s rumunskou stranou. Nepodařil se sladit český a rumunský právní rámec, každá strana měla na fungování jiný názor. Původní očekávané datum startu sedmi pravidelných linek byl březen 2018. Měl na nich létat stroj Boeing 737-500 převedený od Blue Air s kapacitou 126 míst.
Jihomoravský kraj začal komunikovat s třemi jinými dopravci, kteří by předem vybrané linky mohli provozovat.

## Destinace
Tato společnost měla létat z Brna pravidelně do Barcelony, Bruselu, Milána, Říma a Lvovu. Pouze přes léto měla létat také do destinací Dubrovník a Split.